# Aglomerat (roca)
El terme aglomerat pot referir-se a un dipòsit detrític poc o gens cimentat d'element superiors o iguals als 2 mm. També pot referir-se a una acumulació de blocs no cimentats. També s'anomenen això les roques piroclàstiques on més del 75% dels fragments piroclàstics són majors de 64 mm i com a mínim el 50% d'aquests són arrodonits.